# Fiskdamm (Våxtorps socken, Halland, 625267-134422)
Fiskdamm är en sjö i Laholms kommun i Halland och ingår i Stensåns huvudavrinningsområde.